# Vernonanthura
Vernonanthura là một chi thực vật có hoa trong họ Cúc (Asteraceae).

## Loài
Chi Vernonanthura gồm các loài: